# Canandaigua (City)
Canandaigua [ˌkænənˈdeɪɡwə] ist eine Stadt im Ontario County im Bundesstaat New York in den USA. Der Name leitet sich aus der Bezeichnung eines historischen Dorfes der Seneca ab und bedeutet „Die auserwählte Stadt“.
Die Stadt liegt am nördlichen Ende des Canandaigua Lake, 39 km südöstlich von Rochester, 95 km westlich von Syracuse und 130 km östlich von Buffalo. Teile von sechs Nachbarstädten teilen sich die Postanschrift von Canandaigua und die Postleitzahl 14424.
Bei der Volkszählung von 2020 hatte der Ort 10.576 Einwohner. Er ist der Verwaltungssitz des Ontario County, wenngleich sich einige Verwaltungsbüros auch im benachbarten Ort Hopewell befinden.

## Geschichte
Das ursprüngliche Dorf bestand aus 23 Langhäusern. An der Stelle befindet sich heute der West Avenue Cemetery. Die ersten europäischen Besucher waren 1669 die französischen Entdecker Robert Cavelier de La Salle und René de Bréhant de Galinée. Am 10. September 1779 wurde das Dorf durch die Sullivan-Expedition zerstört. Nach dem Krieg kamen Pioniersiedler aus dem östlichen New York und Neuengland. Am 11. November 1794 wurde in der Stadt der Vertrag von Canandaigua von Vertretern der Vereinigten Staaten von Amerika und sechs Irokesen-Stämmen unterzeichnet.
Canandaigua war in der Mitte des 19. Jahrhunderts ein wichtiger Eisenbahnknotenpunkt und Heimathafen mehrerer Dampfschiffe. Der Dampfschiffbetrieb auf dem Canandaigua Lake endete 1935. Die Bahnanbindung im Schienengüterverkehr übernimmt seit 1995 die Finger Lakes Railway.

## Sehenswürdigkeiten
Von Bedeutung ist die Canandaigua Academy, eine 1791 gegründete, seit 1900 öffentliche Highschool. 2007 verfügte sie über 90 festangestellte Lehrkräfte und 1.372 Schüler. Die Zeitschrift Newsweek kürte sie 2009 und 2010 zu einer der 1.500 besten öffentlichen Höheren Schulen in den USA. Ein Schwerpunkt liegt auf der Musikausbildung: Die Schule hat ein eigenes Sinfonieorchester, ein Blasorchester, ein Kammerorchester, zwei Jazzbands und vier Chöre.
Überregional bekannt ist das 1983 eröffnete Constellation Brands – Marvin Sands Performing Arts Center, ein Halbstadion, das 20.000 Zuschauer fasst und für Rockkonzerte genutzt wird. Zahlreiche namhafte Künstler traten hier bereits auf, darunter Ray Charles, Eric Clapton, Whitney Houston, Elton John und Sting.

## Persönlichkeiten
- Arthur Garfield Dove (1880–1946), Maler
- Max Eastman (1883–1969), Schriftsteller
- John Greig (1779–1858), Jurist und Politiker
- Jason Hawes (* 1971), Parawissenschaftler
- Chester C. Hayes (1867–1947), Landschafts- und Porträtmaler
- William Wirt Howe (1833–1909), Jurist
- William H. Lamport (1811–1891), Politiker
- Elbridge G. Lapham (1814–1890), Politiker
- John Mix Stanley (1814–1872), Maler
- Augustus Seymour Porter (1798–1872), Politiker
- John Raines (1840–1909), Jurist und Politiker
- Thomas Raines (1842–1924), Jurist und Politiker
- Caroline Severance (1820–1914), US-amerikanische Aktivistin
- Mark H. Sibley (1796–1852), Jurist und Politiker
- Henry C. Smith (1856–1911), Politiker, Vertreter von Michigan im US-Repräsentantenhaus
- Frank Townsend Hutchens (1869–1937), Maler und Grafiker
- Kristen Wiig (* 1973), Schauspielerin
- John North Willys (1873–1935), Automobilpionier und Staatsmann